# Caulolatilus cyanops
Caulolatilus cyanops е вид бодлоперка от семейство Malacanthidae. Възникнал е преди около 3,6 млн. години по времето на периода неоген.

## Разпространение и местообитание
Видът е разпространен в Антигуа и Барбуда, Бермудски острови, Бонер, Венецуела, Гренада, Доминика, Доминиканска република, Колумбия, Куба, Кюрасао, Мексико, Никарагуа, Пуерто Рико, Саба, САЩ, Свети Мартин, Сейнт Винсент и Гренадини, Сейнт Китс и Невис, Сейнт Лусия, Сен Естатиус, Синт Мартен и Тринидад и Тобаго.
Среща се на дълбочина от 45 до 137 m, при температура на водата около 11,6 °C и соленост 35,4 ‰.

## Описание
На дължина достигат до 60 cm, а теглото им е максимум 11 kg.